# Xiular

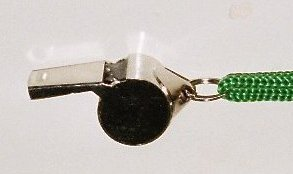
Un xiulet de metall

Xiular en els humans consisteix a produir un so controlant adequadament el flux d'aire a través dels llavis.
També es pot xiular bufant a través de les mans, els dits, una fulla o amb un instrument com el xiulet.
A algunes cultures del món hom diu que xiular porta mala sort o que pot atreure els esperits malignes.

## Variants
Xiular pot tenir diverses variants segons el propòsit o intenció.
- Musical. Quan es xiula una melodia. Algunes melodies molt populars són xiulades en lloc de cantades, com les bandes sonores de les sèries de westerns d'Ennio Morricone.
- Funcional. Quan es xiula per advertir, fer un signe o expressar un estat d'ànim. Per exemple al teatre per deixar clar que no agrada l'obra o la interpretació dels actors. Mitjançant un instrument, com el xiulet pot tenir la funció d'advertència, com en el cas d'un àrbitre o d'un policia.
- Comunicació. El Xiulet gomerenc (Silbo gomero) de l'illa de la Gomera, a les Illes Canàries, és un dels idiomes del món basats en estructures comunicatives xiulades més ben estudiats. Altres idiomes xiulats es troben a Turquia (kuşköy),, França (Aas, Pyrénées-Atlantiques), a Mèxic (mazatec i xhinantec d'Oaxaca), a l'Amèrica del Sud (pirahã), al Nepal (chepang), i a Nova Guinea.

## Curiositats
D'acord amb la llegenda, Paul Kruger va ser anomenat Mamelodi'a Tshwane ("xiulador del riu Apies" en tswana) pels habitants del Tshwane per la seva habilitat en l'art de xiular i imitar els cants dels ocells.